# 社台郵便局
社台郵便局（しゃだいゆうびんきょく）は北海道白老郡白老町にある郵便局。

## 概要
本郵便局は、社台地区郵便行政の必要から、開設された郵便局である。　 

## 所在地
住所：〒059-0901 北海道白老郡白老町字社台55-5

## 沿革
- 1934年（昭和9年）6月1日 - 社台郵便局取扱所として開設。
- 1935年（昭和10年）4月1日 - 社台郵便局に改称。同日から窓口業務も開始。
- 1938年（昭和13年）10月28日 - 電報配達事務開始。
- 1947年（昭和22年）
  - 7月22日 - 電話交換業務開始。
  - 9月10日 - 郵便集配事務開始。担当区域は、白老村字社台一円とヨコスト。
- 1959年（昭和34年）3月31日 - 電話交換業務を白老郵便局に移管。
- 1969年（昭和44年）8月16日 - 電報配達事務も白老郵便局に移管。
- 1978年（昭和53年）12月4日 - 現在地に新局舎新築移転。
- 1985年（昭和60年）10月28日 - 集配業務を白老郵便局に移管し、無集配郵便局になる。

## 取扱内容
- 郵便、印紙、ゆうパック、内容証明
- 貯金、為替、振替、振込、国債、投資信託
  - 国際送金、外貨両替・トラベラーズチェック、財形定額貯金、確定拠出年金は扱わない。
- 生命保険、バイク自賠責保険。
  - 自動車保険、がん保険、引受条件緩和型医療保険は扱わない。
- ゆうちょ銀行ATM
- 地方公共団体事務（証明書交付事務）
  - 白老町戸籍の謄抄本・白老町住民票の写し・白老町印鑑登録証明書（取扱時間は9時～17時）

## 定休日
- 窓口…土曜日・日曜日・祝日・年末年始
- ATM…土曜日午後・日曜日・祝日・正月3ヶ日

## アクセス
- JR室蘭本線社台駅から、徒歩約280m・約5分
- 道南バス登別温泉苫小牧市立病院線「社台」バス停から、徒歩約150m・約2分
- 駐車場：3台分

## 周辺
- 国道36号（室蘭街道）
- 蛇の目寿し

## 参考資料
- 『新白老町史』(白老町・1992年11月3日発行)下巻735～736頁「第2章通信と電気事業 第9編交通と通信 第二節各郵便局」の社台郵便局の項